# 2. Tennis-Bundesliga (Herren 30) 2006
Die 2. Tennis-Bundesliga der Herren 30 wurde 2006 zum dritten Mal ausgetragen. Sie wurde in die 2. Bundesliga Nord und Süd aufgeteilt, in der jeweils sieben Mannschaften um den Aufstieg in die Erstklassigkeit kämpften.
Die Spiele wurden im Zeitraum vom 7. Mai bis zum 25. Juni 2006 ausgetragen.

## Spieltage und Mannschaften
| Spieltage                                  | Spieltage                                |
| ------------------------------------------ | ---------------------------------------- |
| 1. Spieltag: So., 7. Mai 2006, 11:00 Uhr   |                                          |
| 2. Spieltag: So., 14. Mai 2006, 11:00 Uhr  | Süd auch am Sa., 13. Mai 2006, 11:00 Uhr |
| 3. Spieltag: So., 21. Mai 2006, 11:00 Uhr  |                                          |
| 4. Spieltag: Do., 25. Mai 2006, 11:00 Uhr  |                                          |
| 5. Spieltag: So., 28. Mai 2006, 11:00 Uhr  |                                          |
| 6. Spieltag: So., 11. Juni 2006, 11:00 Uhr |                                          |
| 7. Spieltag: So., 25. Juni 2006, 11:00 Uhr |                                          |

| Mannschaften Nord          |
| -------------------------- |
| KTHC Stadion Rot-Weiß Köln |
| TC 1899 Blau-Weiss Berlin  |
| TC Grün-Gold Bensberg      |
| TC Kaiserswerth            |
| TC Langenhorn              |
| TG Westfalia Dortmund      |
| TV Schwafheim 1900         |

| Mannschaften Süd         |
| ------------------------ |
| STG Geroksruhe Stuttgart |
| SKV Büttelborn           |
| TB Erlangen              |
| TC Bad Homburg           |
| TC Dachau 1950           |
| TC Kempten               |
| TC Rotenbühl Saarbrücken |

## 2. Tennis-Bundesliga Herren 30 Nord

### Abschlusstabelle
|     | Mannschaft                 | Begegnungen | Punkte | Matches | Sätze | Spiele  |
| --- | -------------------------- | ----------- | ------ | ------- | ----- | ------- |
| 01. | KTHC Stadion Rot-Weiß Köln | 6           | 12:0   | 35:19   | 77:46 | 618:501 |
| 02. | TC Grün-Gold Bensberg      | 6           | 10:2   | 38:16   | 82:46 | 648:531 |
| 03. | TG Westfalia Dortmund      | 6           | 6:6    | 29:25   | 64:56 | 549:518 |
| 04. | TC 1899 Blau-Weiss Berlin  | 6           | 6:6    | 26:28   | 59:59 | 559:538 |
| 05. | TV Schwafheim 1900         | 6           | 4:8    | 28:26   | 67:58 | 567:540 |
| 06. | TC Kaiserswerth            | 6           | 4:8    | 25:29   | 56:63 | 519:530 |
| 07. | TC Langenhorn              | 6           | 0:12   | 8:46    | 20:97 | 347:649 |

### Mannschaftskader
| Pos. | Name                 |
| ---- | -------------------- |
| 1    | Lionel Barthez       |
| 2    | Torben Theine        |
| 3    | Ramon Winkens        |
| 4    | Markus Hintermeier   |
| 5    | Stephan Frings       |
| 6    | Hasan Soysal         |
| 7    | Alexander Lesch      |
| 8    | Thomas Röseler       |
| 9    | Dominic Müller-Jäger |
| 10   | Dirk Olefs           |
| 11   | Ted Goehring         |
| 12   | Pascal Beij          |
| 13   | Guido Wahlen         |
| 14   | Erkan Hasan Soysal   |
| 15   |                      |
| 16   |                      |

| Pos. | Name               |
| ---- | ------------------ |
| 1    | Andris Filimonov   |
| 2    | Marc Patzke        |
| 3    | Christopher Sixtus |
| 4    | Gabriel Czoba      |
| 5    | Oliver Huth        |
| 6    | Bertold Bitzer     |
| 7    | Benjamin Plötz     |
| 8    | Matthias Luecker   |
| 9    | Matthias Schmidt   |
| 10   | Rolf Buchholz      |
| 11   |                    |
| 12   |                    |
| 13   |                    |
| 14   |                    |
| 15   |                    |
| 16   |                    |

| Pos. | Name               |
| ---- | ------------------ |
| 1    | David Prinosil     |
| 2    | Radomír Vašek      |
| 3    | Roman Smotlak      |
| 4    | Maurice Szpydowski |
| 5    | Christoph Gohlke   |
| 6    | Mike Awosusi       |
| 7    | Chris Berger       |
| 8    | Urban Philippek    |
| 9    | Martin Brütsch     |
| 10   | Thorsten Grüter    |
| 11   | Heinz Friedrich    |
| 12   |                    |
| 13   |                    |
| 14   |                    |
| 15   |                    |
| 16   |                    |

| Pos. | Name            |
| ---- | --------------- |
| 1    |                 |
| 2    |                 |
| 3    |                 |
| 4    |                 |
| 5    |                 |
| 6    |                 |
| 7    | Christian Föhst |
| 8    | Mirko Fuldner   |
| 9    | Volker Dittmann |
| 10   | Wolfgang Pott   |
| 11   |                 |
| 12   |                 |
| 13   |                 |
| 14   |                 |
| 15   |                 |
| 16   |                 |

| Pos. | Name                |
| ---- | ------------------- |
| 1    | Marc-Oliver Richter |
| 2    | Jörn Fellenberg     |
| 3    | Oliver Henkel       |
| 4    | Marten Stockfisch   |
| 5    | Kai Schepp          |
| 6    | Hartmut Beier       |
| 7    | Marco Wieland       |
| 8    | Holger Koop         |
| 9    | Henry Dabow         |
| 10   | Klaus Schade        |
| 11   | Tim Clauß           |
| 12   | Falko Hoheisel      |
| 13   |                     |
| 14   |                     |
| 15   |                     |
| 16   |                     |

| Pos. | Name               |
| ---- | ------------------ |
| 1    | Gianluca Gatto     |
| 2    | Ricardo Cirulo     |
| 3    | Stefano Tarallo    |
| 4    | Pietro Angelini    |
| 5    | Oliver Vorwald     |
| 6    | Jens Stephan Kemke |
| 7    | Marek Kaczynski    |
| 8    | Thomas Ulatowski   |
| 9    | Claudius Rink      |
| 10   | Nico Thieme        |
| 11   | Thomas Wittenberg  |
| 12   | Markus Wallmann    |
| 13   | Thomas Pacholke    |
| 14   |                    |
| 15   |                    |
| 16   |                    |

| Pos. | Name              |
| ---- | ----------------- |
| 1    | Guido van Rompaey |
| 2    | Mario Mertens     |
| 3    | Paul Dogger       |
| 4    | Peter Vogel       |
| 5    | Thomas Hunsmann   |
| 6    | Andras Nemes      |
| 7    | Dirk Schaper      |
| 8    | Andre Deininger   |
| 9    | Frank Schaper     |
| 10   | Roger Scheer      |
| 11   |                   |
| 12   |                   |
| 13   |                   |
| 14   |                   |
| 15   |                   |
| 16   |                   |

### Ergebnisse
Spielfreie Begegnungen werden nicht gelistet.
| Datum/Uhrzeit      | Heimmannschaft             | Gastmannschaft             | Matches | Sätze | Spiele  |
| ------------------ | -------------------------- | -------------------------- | ------- | ----- | ------- |
| So. 7. Mai 11:00   | TG Westfalia Dortmund      | TC Kaiserswerth            | 5:4     | 10:8  | 82:64   |
| So. 7. Mai 11:00   | TC 1899 Blau-Weiss Berlin  | TV Schwafheim 1900         | 2:7     | 5:14  | 80:96   |
| So. 7. Mai 11:00   | TC Langenhorn              | TC Grün-Gold Bensberg      | 2:7     | 4:15  | 64:98   |
| So. 14. Mai 11:00  | TC 1899 Blau-Weiss Berlin  | TG Westfalia Dortmund      | 6:3     | 13:6  | 105:74  |
| So. 14. Mai 11:00  | TV Schwafheim              | KTHC Stadion Rot-Weiß Köln | 3:6     | 7:14  | 84:106  |
| So. 14. Mai 11:00  | TC Grün-Gold Bensberg      | TC Kaiserswerth            | 6:3     | 13:7  | 105:83  |
| So. 21. Mai 11:00  | TC 1899 Blau-Weiss Berlin  | TC Kaiserswerth            | 8:1     | 16:3  | 111:69  |
| So. 21. Mai 11:00  | TV Schwafheim 1900         | TC Grün-Gold Bensberg      | 2:7     | 8:15  | 94:115  |
| So. 21. Mai 11:00  | TC Langenhorn              | KTHC Stadion Rot-Weiß Köln | 3:6     | 6:13  | 64:97   |
| Do. 25. Mai 11:00  | KTHC Stadion Rot-Weiß Köln | TG Westfalia Dortmund      | 5:4     | 11:9  | 101:90  |
| Do. 25. Mai 11:00  | TC Kaiserswerth            | TC Langenhorn              | 8:1     | 17:3  | 110:50  |
| Do. 25. Mai 11:00  | TC Grün-Gold Bensberg      | TC 1899 Blau-Weiss Berlin  | 8:1     | 16:6  | 123:88  |
| So. 28. Mai 11:00  | TC Kaiserswerth            | TV Schwafheim 1900         | 5:4     | 10:11 | 97:95   |
| So. 28. Mai 11:00  | KTHC Stadion Rot-Weiß Köln | TC 1899 Blau-Weiss Berlin  | 8:1     | 17:2  | 111:60  |
| So. 28. Mai 11:00  | TG Westfalia Dortmund      | TC Langenhorn              | 8:1     | 17:3  | 113:66  |
| So. 11. Juni 11:00 | TC Kaiserswerth            | KTHC Stadion Rot-Weiß Köln | 4:5     | 11:10 | 96:87   |
| So. 11. Juni 11:00 | TV Schwafheim 1900         | TC Langenhorn              | 9:0     | 18:1  | 116:38  |
| So. 11. Juni 11:00 | TC Grün-Gold Bensberg      | TG Westfalia Dortmund      | 6:3     | 12:9  | 100:86  |
| So. 25. Juni 11:00 | TC Langenhorn              | TC 1899 Blau-Weiss Berlin  | 1:8     | 3:17  | 65:115  |
| So. 25. Juni 11:00 | KTHC Stadion Rot-Weiß Köln | TC Grün-Gold Bensberg      | 5:4     | 12:11 | 116:107 |
| So. 25. Juni 11:00 | TG Westfalia Dortmund      | TV Schwafheim 1900         | 6:3     | 13:9  | 104:82  |

## 2. Tennis-Bundesliga Herren 30 Süd

### Abschlusstabelle
|     | Mannschaft               | Begegnungen | Punkte | Matches | Sätze | Spiele  |
| --- | ------------------------ | ----------- | ------ | ------- | ----- | ------- |
| 01. | TC Rotenbühl Saarbrücken | 6           | 12:0   | 42:12   | 86:32 | 626:413 |
| 02. | TC Bad Homburg           | 6           | 10:2   | 39:15   | 82:36 | 580:419 |
| 03. | STG Geroksruhe Stuttgart | 6           | 8:4    | 29:25   | 67:54 | 546:495 |
| 04. | TB Erlangen              | 6           | 6:6    | 29:25   | 58:56 | 505:475 |
| 05. | SKV Büttelborn           | 6           | 4:8    | 17:37   | 45:77 | 486:609 |
| 06. | TC Dachau 1950           | 6           | 2:10   | 24:30   | 55:64 | 548:550 |
| 07. | TC Kempten               | 6           | 0:12   | 9:45    | 20:94 | 288:618 |

### Mannschaftskader
| Pos. | Name           |
| ---- | -------------- |
| 1    | Adam Peterson  |
| 2    | Silvio Scaiola |
| 3    | Fernando Roese |
| 4    | Jan Grüninger  |
| 5    | Kay Spindler   |
| 6    | Jens Gerlach   |
| 7    | Jochen Grün    |
| 8    | Philipp Türoff |
| 9    | Oliver Wälder  |
| 10   | Holger Rebholz |
| 11   | Michael Bayh   |
| 12   | Ralph Rost     |
| 13   | Marcel Eck     |
| 14   | Axel Guoth     |
| 15   |                |
| 16   |                |

| Pos. | Name              |
| ---- | ----------------- |
| 1    | Ludek Vildman     |
| 2    | Falk Fraikin      |
| 3    | Daniel Döring     |
| 4    | Jochen Bredel     |
| 5    | Christian Seemann |
| 6    | Guido Göttsche    |
| 7    | Norman Schülein   |
| 8    | Markus Demmler    |
| 9    | Markus Jungermann |
| 10   | Thomas Winkelmann |
| 11   | Rainer Diekmann   |
| 12   | Rene Winkler      |
| 13   | Oliver Hausmann   |
| 14   |                   |
| 15   |                   |
| 16   |                   |

| Pos. | Name               |
| ---- | ------------------ |
| 1    | Richard Drazny     |
| 2    | Wojtek Kowalski    |
| 3    | Igor Branisa       |
| 4    | Paulo Escalona     |
| 5    | Tobias Sankat      |
| 6    | Jürgen Ropers      |
| 7    | Christian Belihart |
| 8    | Jörg Wölfel        |
| 9    | Fredrik Cadonau    |
| 10   | Bernd Erhardt      |
| 11   | Gerd Lorenz        |
| 12   | Christoph Gewalt   |
| 13   | Jörg Gewalt        |
| 14   | Marcus Wübbe       |
| 15   |                    |
| 16   |                    |

| Pos. | Name                 |
| ---- | -------------------- |
| 1    | Bojan Vujić          |
| 2    | Adrian Graimprey     |
| 3    | Lars-Anders Wahlgren |
| 4    | Pablo Minutella      |
| 5    | Jochen Müller        |
| 6    | Mario Penirschke     |
| 7    | Guido Fratzke        |
| 8    | Dominik Böttcher     |
| 9    | Philipp Stockhoff    |
| 10   | Niels-G. Stitz       |
| 11   | Thorsten Pölzl       |
| 12   |                      |
| 13   |                      |
| 14   |                      |
| 15   |                      |
| 16   |                      |

| Pos. | Name               |
| ---- | ------------------ |
| 1    | David Miketa       |
| 2    | Filip Hava         |
| 3    | Jakub Smejcky      |
| 4    | Martin Charvat     |
| 5    | Helge Capell       |
| 6    | Josef Eisenberger  |
| 7    | Axel Held          |
| 8    | Helge Vorwerk      |
| 9    | Thomas Koppenhöfer |
| 10   | Michael Austen     |
| 11   | Gerhard Stöckl     |
| 12   | Petr Lukas         |
| 13   | Michael Fisinger   |
| 14   | Jaroslav Kalat     |
| 15   |                    |
| 16   |                    |

| Pos. | Name                |
| ---- | ------------------- |
| 1    | Marcus Steger       |
| 2    | Armin Meixner       |
| 3    | Radek Kovacka       |
| 4    | Christian Bräckle   |
| 5    | Christian Lutz      |
| 6    | Alexander Rauch     |
| 7    | Rainer Vietz        |
| 8    | Gregor Rottenkolber |
| 9    | Michael Blobner     |
| 10   | Klaus Hofmann       |
| 11   |                     |
| 12   |                     |
| 13   |                     |
| 14   |                     |
| 15   |                     |
| 16   |                     |

| Pos. | Name              |
| ---- | ----------------- |
| 1    | Patrik Kühnen     |
| 2    | Dirk Dier         |
| 3    | Alain Schott      |
| 4    | Christoph Schaal  |
| 5    | Ralph Büdenbender |
| 6    | Torsten Klein     |
| 7    | Heiner Schmidt    |
| 8    | Jacques Radoux    |
| 9    | Dario Fiala       |
| 10   | Frank Weyland     |
| 11   | Bill Jenkins      |
| 12   |                   |
| 13   |                   |
| 14   |                   |
| 15   |                   |
| 16   |                   |

### Ergebnisse
Spielfreie Begegnungen werden nicht gelistet.
| Datum/Uhrzeit      | Heimmannschaft           | Gastmannschaft           | Matches | Sätze | Spiele  |
| ------------------ | ------------------------ | ------------------------ | ------- | ----- | ------- |
| So. 7. Mai 11:00   | TC Kempten               | TC Bad Homburg           | 3:6     | 6:12  | 63:81   |
| So. 7. Mai 11:00   | TC Rotenbühl Saarbrücken | SKV Büttelborn           | 8:1     | 16:3  | 112:59  |
| So. 7. Mai 11:00   | STG Geroksruhe Stuttgart | TB Erlangen              | 5:4     | 11:8  | 92:77   |
| Sa. 13. Mai 11:00  | TB Erlangen              | TC Kempten               | 9:0     | 18:2  | 113:45  |
| So. 14. Mai 11:00  | TC Dachau 1950           | TC Rotenbühl Saarbrücken | 1:8     | 3:17  | 78:115  |
| So. 14. Mai 11:00  | SKV Büttelborn           | STG Geroksruhe Stuttgart | 2:7     | 7:15  | 82:117  |
| So. 21. Mai 11:00  | TC Kempten               | SKV Büttelborn           | 4:5     | 8:12  | 76:100  |
| So. 21. Mai 11:00  | TC Bad Homburg           | TB Erlangen              | 8:1     | 16:2  | 98:59   |
| So. 21. Mai 11:00  | STG Geroksruhe Stuttgart | TC Dachau 1950           | 5:4     | 11:8  | 86:90   |
| Do. 25. Mai 11:00  | SKV Büttelborn           | TC Bad Homburg           | 2:7     | 6:14  | 75:99   |
| Do. 25. Mai 11:00  | TC Dachau 1950           | TC Kempten               | 8:1     | 17:2  | 109:40  |
| Do. 25. Mai 11:00  | TC Rotenbühl Saarbrücken | STG Geroksruhe Stuttgart | 5:4     | 11:11 | 101:103 |
| So. 28. Mai 11:00  | STG Geroksruhe Stuttgart | TC Kempten               | 8:1     | 17:2  | 106:32  |
| So. 28. Mai 11:00  | TC Dachau 1950           | TB Erlangen              | 4:5     | 9:10  | 96:97   |
| So. 28. Mai 11:00  | TC Rotenbühl Saarbrücken | TC Bad Homburg           | 6:3     | 12:9  | 108:84  |
| So. 11. Juni 11:00 | TC Kempten               | TC Rotenbühl Saarbrücken | 0:9     | 0:18  | 32:109  |
| So. 11. Juni 11:00 | TC Bad Homburg           | TC Dachau 1950           | 6:3     | 13:8  | 105:72  |
| So. 11. Juni 11:00 | TB Erlangen              | SKV Büttelborn           | 7:2     | 14:6  | 102:63  |
| So. 25. Juni 11:00 | SKV Büttelborn           | TC Dachau 1950           | 5:4     | 11:10 | 107:103 |
| So. 25. Juni 11:00 | TC Bad Homburg           | STG Geroksruhe Stuttgart | 9:0     | 18:2  | 113:42  |
| So. 25. Juni 11:00 | TB Erlangen              | TC Rotenbühl Saarbrücken | 3:6     | 6:12  | 57:81   |